# Mistrzostwa Polski w Łyżwiarstwie Szybkim na Dystansach 2025
39. Mistrzostwa Polski w Łyżwiarstwie Szybkim na Dystansach 2025 odbyły się w dniach 31 października–3 listopada 2024 r. w Arenie Lodowej Tomaszów Mazowiecki.

## Obrońcy tytułów
| Konkurencja               | Mężczyźni          | Kobiety             |
| ------------------------- | ------------------ | ------------------- |
| 500 metrów                | Damian Żurek       | Karolina Bosiek     |
| 1000 metrów               | Damian Żurek       | Karolina Bosiek     |
| 1500 metrów               | Szymon Wojtakowski | Magdalena Czyszczoń |
| 5000 metrów / 3000 metrów | Artur Janicki      | Magdalena Czyszczoń |
| Bieg masowy               | Artur Janicki      | Magdalena Czyszczoń |

## Wyniki

### Kobiety
| Konkurencja:   | 1. miejsce                                                               | Rezultat | 2. miejsce                                                     | Rezultat | 3. miejsce                                                                         | Rezultat |
| 500 m          | Andżelika Wójcik (MKS Cuprum Lubin)                                      | 38.42    | Kaja Ziomek-Nogal (MKS Cuprum Lubin)                           | 38.70    | Martyna Baran (WTł Stegny Warszawa)                                                | 38.98    |
| 1000 m         | Natalia Jabrzyk (KS Pilica Tomaszów Mazowiecki)                          | 1:17.76  | Andżelika Wójcik (MKS Cuprum Lubin)                            | 1:18.30  | Karolina Bosiek (KS Pilica Tomaszów Mazowiecki)                                    | 1:18.63  |
| 1500 m         | Natalia Jabrzyk (KS Pilica Tomaszów Mazowiecki)                          | 2:01.11  | Olga Piotrowska (AZS AWF Katowice)                             | 2:03.26  | Karolina Bosiek (KS Pilica Tomaszów Mazowiecki)                                    | 2:03.76  |
| 3000 m         | Zofia Braun (WTł Stegny Warszawa)                                        | 4:34.29  | Liwia Kubin (KS SNPTT 1907 Zakopane)                           | 4:35.33  | Emilia Zawisza (UKS Viking Elbląg)                                                 | 4:43.73  |
| 5000 m         | Natalia Jabrzyk (KS Pilica Tomaszów Mazowiecki)                          | 7:49.13  | Liwia Kubin (KS SNPTT 1907 Zakopane)                           | 7:51.96  | Zofia Braun (WTł Stegny Warszawa)                                                  | 8:07.11  |
| Bieg masowy    | Liwia Kubin (KS SNPTT 1907 Zakopane)                                     | 65       | Olga Piotrowska (AZS AWF Katowice)                             | 43       | Victoria Szewczyk (Legia Warszawa)                                                 | 24       |
| Bieg drużynowy | KS Pilica Tomaszów Mazowiecki Karolina Bosiek Iga Smejda Natalia Jabrzyk | 3:21.59  | WTŁ Stegny Warszawa Zofia Braun Julia Grzywińska Martyna Baran | 3:24.92  | KS II Pilica Tomaszów Mazowiecki Martyna Boksza Natalia Fijałkowska Lena Węglarska | 3:35.74  |

### Mężczyźni
| Konkurencja:   | 1. miejsce                                                                  | Rezultat | 2. miejsce                                                   | Rezultat | 3. miejsce                                                | Rezultat |
| 500 m          | Piotr Michalski (AZS AWF Katowice)                                          | 35.62    | Jakub Piotrowski (KS Pilica Tomaszów Mazowiecki)             | 35.79    | Antoni Pluta (KS Pilica Tomaszów Mazowiecki)              | 36.35    |
| 1000 m         | Damian Żurek (KS Pilica Tomaszów Mazowiecki)                                | 1:10:22  | Piotr Michalski (AZS AWF Katowice)                           | 1:10:37  | Marek Kania (Legia Warszawa)                              | 1:11.04  |
| 1500 m         | Damian Żurek (KS Pilica Tomaszów Mazowiecki)                                | 1:48.39  | Marcin Bachanek (KS ARENA Tomaszów Mazowiecki)               | 1:49.67  | Jakub Piotrowski (KS Pilica Tomaszów Mazowiecki)          | 1:50.93  |
| 5000 m         | Szymon Palka (KS ARENA Tomaszów Mazowiecki)                                 | 6:39.44  | Artur Janicki (UKS Błyskawica Domaniewice)                   | 6:47.77  | Wojciech Gutkowski (MKS Cuprum Lubin)                     | 6:50.75  |
| 10 000 m       | Szymon Palka (KS ARENA Tomaszów Mazowiecki)                                 | 13:55.89 | Artur Janicki (UKS Błyskawica Domaniewice)                   | 14:06.55 | Norbert Piekielny (KS ARENA Tomaszów Mazowiecki)          | 14:07.42 |
| Bieg masowy    | Szymon Palka (KS ARENA Tomaszów Mazowiecki)                                 | 63       | Marcin Bachanek (KS ARENA Tomaszów Mazowiecki)               | 42       | Artur Janicki (UKS Błyskawica Domaniewice)                | 21       |
| Bieg drużynowy | KS Pilica Tomaszów Mazowiecki Szymon Kwapisz Jakub Piotrowski Michał Kopacz | 4:11.60  | AZS Zakopane Dawid Burzykowski Kiryl Pishchala Patryk Wójcik | 4:12.78  | Legia Warszawa Karol Karczewski Mateusz Kania Marek Kania | 4:17.85  |